# Palle Fogtdal
Palle Fogtdal (født 1. november 1931 i Sakskøbing − september 2019) var en dansk forlægger, grundlægger af Forlaget Palle Fogtdal.
Fogtdal var søn af sparekassebestyrer N.P. Fogtdal (død 1971) og hustru Ruth f. Dornonville de la Cour (død 1999). Han voksede op i Nysted og blev uddannet som boghandlermedhjælper. Fra midten af 1950'erne lancerede han forskellige tidsskrifter og magasiner, hvoraf mange blev en succes. I 1950'ernes anden halvdel skabte han Foto-Magasinet, Madame og Film-Journalen, mens han i 1960'erne lancerede Bo Bedre, Eva og Bilen – Motor og Sport. Bo Bedre blev lanceret i 1961 og opnåede inden for kort tid et oplag på over 100.000 eksemplarer om måneden. Det var dog ikke lutter succeser – magasinet NB!, lanceret 1970, var en ambitiøs satsning modelleret over Newsweek, men slog ikke an.
I 1970'erne gav Fogtdal danskere Bådnyt, Mad fra A til Z, Gør det selv og Alt om Håndarbejde (de to sidstnævnte blev også udgivet i Norge og Sverige, Alt om Håndarbejde desuden i Frankrig), og i begyndelsen af 1980'erne Hi-Fi & Elektronik og Skønne Hjem.
I 1968 reddede han den skrantende avis Dagbladet Information og forærede den efter to år til medarbejderne efter selv at have været direktør, bestyrelsesformand og indehaver af aktiemajoriteten.
Senere solgte Fogtdal sit bladforlag og stiftede et nyt forlag, som har stået bag adskillige bøger og tidsskrifter om historie og kunsthistorie, bl.a. årbogen Dansk kunst (1984 ff.), Fogtdals kunstleksikon (1988-92), og med Erik Kjersgaard som medredaktør og tekstforfatter Danmarkshistorien fortalt i billeder (1992-2007) under titlen Fogtdals Illustreret Tidende. Han udgav også det store værk København før og nu – og aldrig (1987-93), der blev redigeret af Bo Bramsen.
Fogtdal har desuden været producent på et antal danske spillefilm. I 2004 indstiftede han Fogtdals Fotografpriser med Viggo Rivad som den første prismodtager.
Palle Fogtdal udgav i 2010 sine erindringer med bogen Med hjerte og jernvilje. En farverig forlæggers erindringer (ISBN 978-87-7248-707-6).